# Top Race Junior
La Top Race Junior fue un campeonato argentino de automovilismo de velocidad. Se trató de una divisional de la categoría argentina de automovilismo Top Race, que fue fundada en el año 2007 con el objetivo de generar una categoría escuela para aquellos pilotos que desearan competir en la divisional mayor Top Race V6. Su posicionamiento en el organigrama de Top Race era el de tercera división, por detrás de Top Race Series.
Durante el transcurso de su historia, fue cancelada y restaurada en dos oportunidades. En cada restitución, se buscó seguir la premisa de ser destinada a pilotos provenientes del karting y Fórmulas, como así también provenientes de categorías zonales.
Tecnológicamente, fue ideada tomando los parámetros de la divisional mayor, empleando automóviles fabricados de manera artesanal y equipados con la misma configuración mecánica de chasis y motor, siendo empleados en este caso, motores de 4 cilindros en línea y 2200 cm³ de cilindrada, capaces de generar 260 HP de potencia.
Sin embargo, a pesar de acaparar el interés de jóvenes pilotos que vieran en esta divisional una inmejorable posibilidad de debut en el automovilismo profesional, también fue objeto de interés de parte de pilotos con experiencia en otras categorías, e inclusive en la propia TRV6, para relanzar sus carreras deportivas. Por tal motivo, en el segundo semestre del año 2010 y atento a la evolución deportiva que experimentó la divisional, la dirigencia resolvió redenominar a esta división como Top Race Series, nombre surgido de la elección del público, a través de una votación iniciada por Top Race a través de su sitio web.
A pesar de esta decisión, en el año 2012 el proyecto Top Race Junior fue reflotado, atendiendo a la evolución tecnológica experimentada por la categoría, con la implementación del nuevo parque automotor del Top Race V6. De esta forma, el antiguo parque automotor del Top Race Junior, retomó su primitiva denominación, mientras que el antiguo parque automotor del TRV6, adoptó la denominación de Top Race Series, siendo conocido también como Top Race Series V6, debido al empleo de los primitivos motores V6 de la categoría mayor. A diferencia de la primera etapa del TR Junior, los motores Duratec by Berta fueron sometidos a una reducción de potencia, pasando de 260 a 210 HP, y su participación fue restringida a pilotos surgidos del kart y de las fórmulas provinciales, con el fin de crear nuevos valores para el deporte motor, o bien, para pilotos con antecedentes en zonales con interés en desarrollar su carrera a nivel nacional.
En el año 2013, Top Race decidió una segunda cancelación de las actividades del Top Race Junior, dando por concluido el campeonato nacional. Esta decisión, fue tomada sobre la base de la iniciativa de parte de la categoría, de crear una nueva divisional en la región Noroeste de Argentina, la cual fue creada a partir de la base del Top Race Junior. La misma fue presentada a mitad del año 2013 con el nombre de Top Race NOA y perdió su condición de categoría nacional, para ser disputada exclusivamente en la región Norte de Argentina. Su dirección estuvo a cargo del piloto de Top Race V6, Marcos Adolfo Vázquez, quien adquirió una partida de unidades Junior para dar forma al parque automotor de la nueva divisional. Asimismo, la atención y puesta en pista de las nuevas unidades estuvo a cargo del equipo SDE Competición, también propiedad de Vázquez. La última carrera de la historia del TR Junior se corrió el 26 de mayo de 2013 en el Autódromo Eusebio Marcilla de la localidad de Junín, con victoria para Fabricio Persia, con un Ford Mondeo II.
Sin embargo, a pesar de este final y de la creación de la Top Race NOA, que desde 2013 llegó a completar tres temporadas, en el año 2016 Top Race anunció el retorno de la denominación Top Race Junior para esta divisional, a partir de la decisión de reprogramar sus competencias en las mismas fechas del calendario de las divisionales TRV6 y Series. De esta manera, el Top Race Junior volvió a desarrollar sus actividades teniendo como principal sustento, la base tecnológica creada por la divisional Top Race NOA.
Tras su segunda refundación, retomó su rol de categoría formativa, aunque manteniendo cierta independencia en cuanto a comisión directiva, siendo su dirección asumida por el piloto Darío Ponce. Su cancelación definitiva se produjo una vez finalizada la temporada 2024, luego del anuncio realizado por Ponce de su desvinculación de la Top Race y su afiliación a la Asociación Corredores de Turismo Carretera. Como consecuencia de ello, Ponce anunció junto a ACTC, la creación de una nueva categoría sobre la base tecnológica de la Top Race Junior, la cual fue denominada TC Junior.

## Historia

### Antecedentes

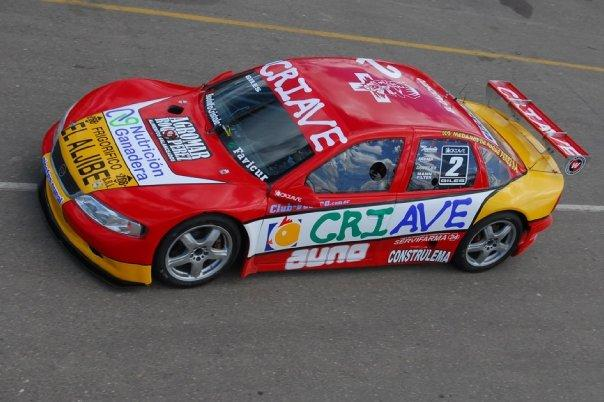
Chevrolet Vectra de Top Race Junior

Tras la creación en el año 2005 del Top Race V6, la nueva dirigencia de la categoría con Alejandro Urtubey a la cabeza, tomaría la decisión de reposicionar al primitivo parque automotor del Top Race como una segunda división, dentro del organigrama de la categoría. De esta forma, el Top Race Convencional, Original o TR Pista, quedaría destinado a aquellos pilotos que no tuviesen los medios suficientes como para costear una temporada dentro de la novel TRV6. Sin embargo, esta decisión no hacía que el Top Race pierda su continuidad, siendo su campeón considerado como el sucesor de los campeones que venían corriendo en esta categoría, desde 1997.
Sin embargo, en 2006 el Top Race Original experimentaría una merma en su convocatoria, debido al escaso interés por parte de los competidores de participar en dicha divisional, al punto tal de que no conseguiría consolidar un parque automotor estable, ni mucho menos, lograr reunir un piso mínimo de 15 competidores, por lo que transcurridas las 4 primeras fechas, la dirigencia del Top Race resolvería dar por cancelado el torneo, declarándolo desierto. Su último campeón, fue el piloto de Ezeiza, Claudio Kohler en el año 2005, mientras que en 2006 las victorias se repartirían en tres para el piloto Christian Casco (Citroën Xsara) y una para Agustín Guardatti (BMW Serie 3 E36).

### Nace el Top Race Junior

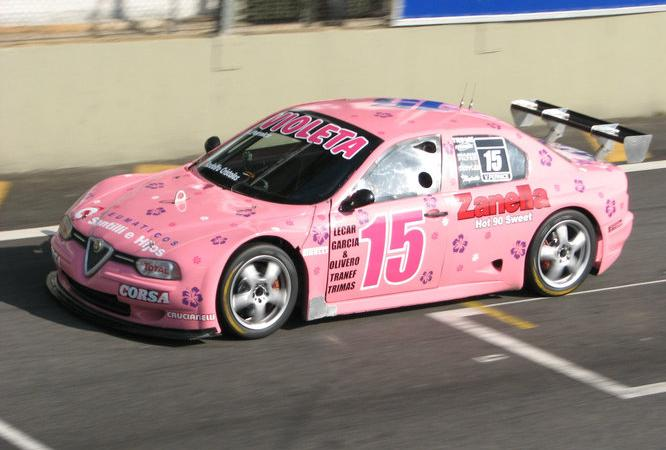
Alfa Romeo 156 de Top Race Junior

Tras la suspensión de las actividades del Top Race Original, se generó una suerte de vacío tecnológico, entre el TRV6 y las demás categorías, por lo que era necesaria la implementación de una divisional que sirva de escalón de aprendizaje, para aquellos pilotos surgidos del Kart o de las Fórmulas, que pretendan en un futuro ser pilotos de la mencionada categoría. De esta forma y sobre finales del año 2006, Top Race puso en marcha un nuevo proyecto que en sí resultó todo un acierto. Comenzaba a tomar forma el Top Race Junior.
La divisional menor del Top Race fue presentada a finales del año 2006, pero oficialmente hizo su aparición en el año 2007. Su nombre, tal como lo indicaba en ese entonces, indicaba que la misma fue creada con la sola finalidad de servir como una categoría de escuela para pilotos amateur, que deseasen competir en el TRV6. Esta divisional, fue creada tomando el mismo estándar del TRV6 de utilización de la misma configuración de motores y chasis para toda la divisional, enfundados en carrocerías artesanales que imitaban las siluetas de los modelos de alta gama de cada marca. Sin embargo, a diferencia del concepto original del TRV6, el Top Race Junior fue pensado y adaptado a parámetros de menor envergadura a la divisional mayor, ya que poseía muchos detalles que ponían de manifiesto su concepción. La primera gran diferencia entre un Junior y un TRV6 radicaba en su motorización, ya que el Top Race Junior presentaba un motor Duratec by Berta de 2200 cm³ y 260 HP, diseñado especialmente por el preparador Oreste Berta para esta divisional. Otras diferencias con el TRV6, radicaban en las dimensiones de las unidades (siendo el TR Junior de dimensiones reducidas respecto al TRV6) y en el sistema de tracción de los coches, ya que a pesar de ser ambos de tracción trasera, el TRV6 estaba provisto de un sistema diferencial con semiejes independientes, mientras que el TR Junior empleaba un sistema diferencial de eje rígido.
Con todos estos detalles técnicos, el primer campeonato del Top Race Junior dio su puntapié inicial en la tercera fecha de la temporada 2007, cumpliendo un calendario de 9 compromisos, acompañando a la divisional mayor TRV6.

### Primeros años

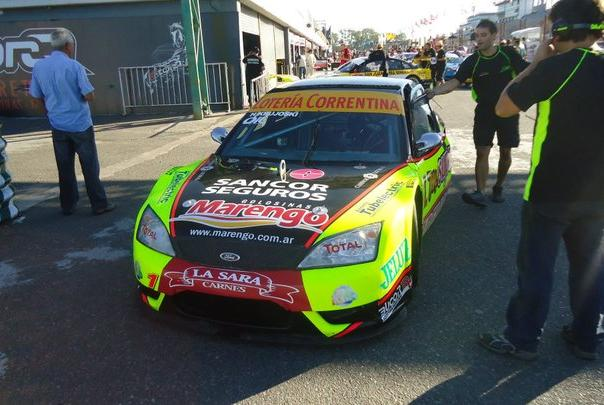
Ford Mondeo de Top Race Junior

Como ya se había mencionado anteriormente, el TR Junior es una categoría con autos fabricados 100% de manera artesanal. Estos coches son preparados con el propósito de adaptar a pilotos que provienen de las fórmulas para poder luego subir a los autos de la categoría mayor. El parque automotor del Top Race Junior se compone de vehículos fabricados con la misma configuración de chasis y mecánica. Estas estructuras son montadas a carrocerías artesanales formadas en fibra de vidrio reforzada y que imitan las carrocerías de tres modelos: Chevrolet Vectra II, Ford Mondeo II y Alfa Romeo 156. La paridad demostrada en esta categoría es tal que en sus tres primeros años, sus tres primeros campeones lograron sus títulos con las tres marcas que disputan este torneo.
En el año 2007, la primera corona del TR Junior fue a parar a manos del piloto Federico Bathiche, quien de esta manera conseguiría al año siguiente el pase a la divisional mayor del Top Race. Su campeonato lo conseguiría piloteando una unidad Alfa Romeo 156 del equipo Azar Motorsport. Su entonces compañero de equipo, Gonzalo Perlo, lo secundó en el campeonato comandando un Ford Mondeo II.
En 2008, las alegrías continuarían dentro del equipo Azar, ya que el subcampeón 2007 Gonzalo Perlo, se sacaría la espina de no haber conseguido el título del año anterior y volvería a demostrar como el año pasado, un andar contundente para llevarse el torneo con 5 competencias ganadas. Detrás de él, se ubicaría el roqueperense Germán Giles con un Chevrolet Vectra II del equipo GT Racing.
Y en el año 2009, continuando con la línea de los herederos, otra vez fue coronado el subcampeón del año anterior, ya que Giles conseguiría llevarse el título de campeón al comando de su Chevrolet del GT Racing. Las principales resistencias en este campeonato, las encontraría dentro de su propio equipo con su ocasional compañero Gustavo Micheloud y desde las filas del Azar MS con Eric Borsani, ambos al comando de sendas unidades Ford. El subcampeonato quedó en manos de Micheloud, completando el segundo 1-2 para un equipo, tras el obtenido por el Azar MS en 2007.
En el año 2010, la categoría entra en conflicto con la productora Carburando, propietaria de los derechos de transmisión audiovisuales de la mayoría de las categorías del automovilismo argentino. Por tal motivo, Top Race se convierte en la primera categoría en romper el monopolio de esta productora, estableciendo una alianza con la señal de televisión América TV. Por tal motivo, en el primer semestre Top Race pone en juego la "Copa América 2010", denominada así en homenaje al nuevo socio televisivo. En este torneo se rompe la tendencia hereditaria, primeramente por el ascenso al TRV6 del subcampeón de la categoría Gustavo Micheloud y segundo por la coronación del equipo JE Motorsport, escuadra que obtuviera el campeonato a través del piloto correntino Humberto Krujoski. En este año, la divisional Junior comenzaría a experimentar una fuerte evolución en cuanto a la calidad del desarrollo de sus competencias y en cuanto a la participación cada vez más importante de pilotos con cierta experiencia, interesados algunos en relanzarse deportivamente y otros por la accesibilidad económica de la divisional. Por tal motivo, comenzaría a gestarse entre los competidores la idea de renovar a la divisional, dándole una denominación que los identifique.
En el segundo semestre de 2010 tendría lugar la realización de la fallida Temporada 2010-2011, cancelada como producto de la ruptura de las relaciones entre Top Race y su entidad fiscalizadora, la Asociación Corredores de Turismo Carretera. La misma se dio a causa de la idea de Top Race de evolucionar a nivel continental, por lo que se celebró un acuerdo con al Confederación de Automovilismo Sudamericano (CODASUR), entidad que exigiese a la categoría que se de por finalizado todo torneo que venga arrastrando de su antigua afiliación a la ACTC. Por tal motivo, el segundo semestre de 2010 fue cancelado y redenominado como Torneo Clausura 2010. Sin embargo, quien iba a tener un cambio muy importante iba a ser la Top Race Junior, ya que debido a una sugerencia planteada por los pilotos concursantes, su nombre fue modificado por el de Top Race Series. La última carrera del Top Race Junior con esa denominación, se desarrolló el 29 de agosto de 2010, en el Autódromo de Termas de Río Hondo, con victoria del expiloto internacional, Adrián Hang.

### Top Race Series

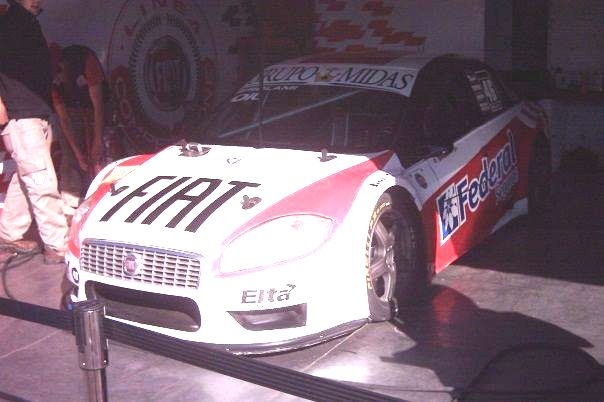
Fiat Linea de Top Race Junior

El 25 de julio de 2010, luego de la carrera corrida por el Top Race Junior en el circuito de Interlagos, São Paulo, un grupo de pilotos de esta divisional se acercó al Presidente de la categoría, Alejandro Urtubey, para plantearle la idea de un cambio en el nombre de la divisional. El fundamento principal, fue el hecho de que la palabra "Junior" obedecía más a la idea de promocionar valores y talentos en el automovilismo a nivel nacional. Sin embargo, este presagio comenzó a perder peso con el correr de los años, ya que la fiabilidad de los coches que competían, sumado al nivel de los jóvenes valores que competían en pista y a la baja demanda económica, despertó el interés de varios pilotos que de alguna u otra forma pretendían relanzar su actividad. Inicialmente, la divisional Junior estaba destinada a jóvenes provenientes del kart o de los monoplazas, siendo la edad promedio de estos pilotos inferior a los 20 años. Con el paso del tiempo, y viendo en esta divisional una oportunidad para continuar con sus carreras, empezaron a sumarse pilotos que superaban el "tope" de los 20 años, lo cual hacía perder el sentido del nombre "Junior". Esta situación, hizo que la divisional creciera a un ritmo que prontamente hizo relegar su rol de telonera, además de incorporar pilotos que alguna vez tuvieron paso internacional. Para ese entonces, la edad de los participantes variaba desde los 16 a los 46 años, además de contar en pista con pilotos de renombre como Humberto Krujoski, Nicolás Filiberti, Adrián Hang o Federico Lifschitz. Curiosamente, Filiberti, Hang y Lifschitz participaron también en el TRV6, mientras que Krujoski llegó a tener una experiencia fugaz dentro del TC Pista. Ante este pedido, Alejandro Urtubey resolvió hacer lugar a la petición y lanzó a través de la página web de la categoría un concurso para que los espectadores voten un nuevo nombre para la Divisional "Junior", indicando el crecimiento que esta ha tenido en sus cuatro años de vida.
Finalmente, el 18 de septiembre de 2010, fue presentado en sociedad el nuevo nombre de la categoría. A partir de esa fecha, el Top Race Junior pasó a denominarse Top Race Series, nombre que fuera elegido vía internet por los fanáticos de la categoría y por usuarios de la página web desde donde se realizó la votación. El nombre Top Race Series fue elegido por 1245 votantes, lo que representó aproximadamente el 44% de las preferencias. La presentación del nombre, estuvo a cargo del presidente de Top Race, Alejandro Urtubey, quien realizó la presentación del nuevo nombre en la Sala de Prensa del Autódromo Oscar y Juan Gálvez, donde se disputó la tercera edición de la denominada Carrera del Año del Top Race, donde se compartió pista con los Fórmula Truck del Brasil. Esta conferencia, contó con la presencia de los pilotos que actualmente se desempeñan en la categoría, quienes dieron el visto bueno a la nueva denominación. Otros nombres ofrecidos para renombrar a la categoría fueron Top Race V4 (que se llevó el segundo lugar con el 30% y 865 votos), Top Race Pista (3º con 8% y 233 votos), Top Race Argentina, Top Race Oro y Top Race L4 entre otros.

### El regreso y el segundo final del TR Junior
Tras el recambio de denominación del Top Race Junior, la categoría tenía preparado un plan de renovación que incluía la presentación de un nuevo parque automotor para la divisional mayor Top Race V6. Al mismo tiempo, también se sucedería el ingreso de una cuarta marca para la divisional menor, siendo presentada en este caso la marca Fiat, a través de su modelo Fiat Linea. En paralelo a todo esto, Top Race celebraría un acuerdo con la escuadra SDE Competición para la creación de una nueva categoría de nivel regional, destinada exclusivamente al noroeste argentino, razón por la cual la misma llevaría el nombre de Top Race NOA. Para ello, el equipo adquiriría una partida de vehículos del parque automotor de la divisional menor, con el fin de crear esta categoría la cual también tendría fines de formación de talentos y nuevos pilotos para la Top Race.
Tras dos años de desarrollo y trabajo por parte de la categoría, para la Temporada 2012, Top Race terminaría presentando el nuevo parque automotor del Top Race V6. Esta presentación conllevó una reformulación completa del parque automotor, reposicionando al primitivo parque del TRV6 como la segunda divisional y manteniendo al parque menor como categoría base. Producto de esta recategorización, la divisional menor recuperó su primitiva denominación (Top Race Junior), mientras que el primitivo parque del TRV6 adoptaría la denominación  Top Race Series. Con estos recambios, nuevamente la denominación TR Junior volvía a figurar dentro de la estructura del Top Race.
En su primer campeonato desde su regreso como divisional del Top Race, el TR Junior mostró un poco las consecuencias del plan de creación de la categoría Top Race NOA, ya que su parque automotor mostraría una amplia y masiva participación de unidades Ford Mondeo, presentando un pequeño puñado de representantes de las demás marcas, entre ellos, los coches del equipo oficial Fiat. Con estos ingredientes, el campeonato fue obtenido por el piloto Facundo Della Motta, quien competía con un Ford Mondeo II del equipo SDE Competición.
Sin embargo, para el torneo siguiente se vería notoriamente las consecuencias del proyecto TR NOA, ya que en su primera fecha, el Top Race Junior no alcanzaría a superar la decena de participantes. Esta situación se repetiría en las cuatro fechas siguientes, habiendo reunido en total durante el paso de todo el año, 15 pilotos inscriptos. Tras el desarrollo de la quinta fecha del campeonato 2013, Top Race anunció la cancelación definitiva de las actividades del Top Race Junior, para definitivamente dar paso a la divisional regional Top Race NOA. Los triunfos del año 2013, quedaron repartidos entre los pilotos Alan Castellano (2), Wilson Borgnino (2) y Fabricio Persia (1). Con estos resultados, finalmente el campeonato 2013 del Top Race Junior terminaría siendo declarado desierto. Sin embargo, la categoría anunciaría la posibilidad de continuar el campeonato dentro del Top Race NOA, otorgando a sus participantes un 40% de descuento en cuanto a presupuesto a pagar por participación en la nueva categoría, o bien pasar al Top Race Series para continuar el torneo.

### La creación del Top Race del NOA y el regreso del TR Junior
Tras la segunda cancelación de las actividades del Top Race Junior a mediados de 2013, en el segundo semestre de esa temporada fue presentada la divisional Top Race NOA, que fue creada sobre la base de la antigua Top Race Junior a raíz de un acuerdo entre la escudería SDE Competición y la dirigencia de Top Race, con el fin de lograr la primera categoría de carácter zonal de automóviles de alto rendimiento. En este sentido, la nueva divisional tuvo como principal base de operaciones, las instalaciones del equipo SDE donde se daba atención a la totalidad de las máquinas del parque automotor, a la vez de tener como espacio físico para desarrollar sus actividades al Autódromo Internacional de Termas de Río Hondo. 
Esta categoría comenzó a dar sus primeros pasos con el parque automotor adquirido de la ex-TR Junior y tras sus primeras acciones logradas en el segundo semestre de 2013, llegó su primer campeonato anual en el año 2014. Para el año 2015 comenzó a estudiarse la posibilidad de reformular el parque automotor de la categoría, un hecho que ya se vislumbraba en las últimas fechas de 2014, donde sobre la base de las réplicas del modelo de producción Fiat Linea, comenzaron a aparecer las primeras marcas, por fuera de las cuatro inicialmente homologadas (Alfa Romeo, Chevrolet, Fiat y Ford). De esta forma, en el año 2015 se tomó la decisión de reformular por completo el parque automotor, tomando como modelo de base al Fiat Linea, pero representando en su frente a diferentes marcas a través de ploteos que reproducían el diseño del frontal de los modelos en cuestión. De esta manera, marcas como Audi, Citroën, Mercedes-Benz, Peugeot u otras, ingresaban a la categoría junto a las ya mencionadas Chevrolet, Fiat y Ford, siendo representados sobre los nuevos prototipos. En cuanto a lo mecánico, el sistema de propulsión fue el mismo que utilizaba TR Junior hasta 2012, constando de un impulsor Duratec by Berta de 4 cilindros en línea, acoplado a una caja secuencial Sáenz de 5 velocidades.
Finalmente y tras dos temporadas y media desarrolladas entre 2013 y 2015, comenzó a evaluarse la posibilidad de llevar al Top Race NOA a compartir el calendario nacional de Top Race a partir del año 2016. De esta manera y tras haber desarrollado las dos primeras competencias de la temporada 2016 en forma independiente, a partir de la tercera cita el TR NOA pasó a compartir el calendario nacional del Top Race. Sin embargo, debido a que esta divisional nuevamente adoptaba su rango de categoría nacional, esta alternativa hizo que finalmente pierda su denominación de Top Race NOA, recuperando por tercera vez su primitiva denominación de Top Race Junior.

## Campeones
| Temporadas | Campeones           | Automóvil                | Referencias   |
| ---------- | ------------------- | ------------------------ | ------------- |
| 2007       | Federico Bathiche   | Alfa Romeo 156           | [ 6 ]         |
| 2008       | Gonzalo Perlo       | Ford Mondeo II           | [ 7 ]         |
| 2009       | Germán Giles        | Chevrolet Vectra II      | [ 8 ]         |
| CA 2010    | Humberto Krujoski   | Ford Mondeo II           | [ 9 ]         |
| 2012       | Facundo Della Motta | Ford Mondeo II           | [ 10 ]        |
| 2013       | Desierto            | Desierto                 | [ 11 ] [ 12 ] |
| 2016       | Giovanni Elizalde   | Audi S6 Junior           | [ 13 ]        |
| 2017       | Martín Ferreyra     | Chevrolet Cruze Junior   | [ 14 ]        |
| 2018       | Santiago Piovano    | Citroën C4 Junior        | [ 15 ]        |
| 2019       | Ariel Persia        | Toyota Corolla Junior    | [ 16 ]        |
| 2020       | Thomas Micheloud    | Chevrolet Cruze Junior   | [ 17 ]        |
| 2021       | José Malbrán        | Mercedes-Benz CLA Junior | [ 18 ]        |
| 2022       | Franco Beatini      | Mercedes-Benz CLA Junior |               |
| 2023       | Juan Cruz Roca      | Mercedes-Benz CLA Junior |               |
| 2024       | Lautaro Campione    | Mercedes-Benz CLA Junior |               |

### Marcas campeonas de Top Race Junior por cantidad de títulos
| # | Marcas        | Cantidad | Temporadas | Temporadas | Temporadas | Temporadas | Temporadas |
| - | ------------- | -------- | ---------- | ---------- | ---------- | ---------- | ---------- |
| 1 | Mercedes-Benz | 4        | 2021       | 2022       | 2023       | 2024       |            |
| 2 | Ford          | 3        | 2008       | 2010       | 2012       |            |            |
| 2 | Chevrolet     | 3        | 2009       | 2017       | 2020       |            |            |
| 3 | Alfa Romeo    | 1        | 2007       |            |            |            |            |
| 3 | Audi          | 1        | 2016       |            |            |            |            |
| 3 | Citroën       | 1        | 2018       |            |            |            |            |
| 3 | Toyota        | 1        | 2019       |            |            |            |            |

## Modelos de carrocerías homologados

### 2007 - 2013
Al momento de su creación, el Top Race Junior incorporó en su parque automotor, carrozados fabricados en fibra de vidrio, de manera artesanal, montados a estructuras tubulares similares y motorizados con impulsores Duratec by Berta. Estos carrozados imitaban las carrocerías de los siguientes vehículos:
- Alfa Romeo 156
- Chevrolet Vectra II
- Ford Mondeo II

Con estos tres carrozados, se creó el primer parque automotor de la categoría. En sus primeros tres años de vida, cada campeonato quedó en manos de cada modelo, siendo el título de 2007 ganado por Alfa Romeo, el de 2008 por Ford y el de 2009 por Chevrolet.
Tras el cambio de denominación a Top Race Series, a estas tres marcas se le sumaria Fiat, quien tras haber arribado a un convenio especial con el Top Race, oficializó el 17 de agosto de 2011 su desembarco en la categoría Top Race Series con un equipo oficial, y utilizando carrozados que imitasen la carrocería del modelo Fiat Linea, cuyo debut se daría el 4 de septiembre de dicho año. de esta manera, la categoría contaría con cuatro marcas en pista como la divisional mayor, el Top Race V6.
Para el año 2012 y con la inauguración del nuevo parque automotor del TRV6, el antiguo parque automotor de la divisional menor recuperó su antigua denominación de Top Race Junior, mientras que el primitivo parque automotor del TRV6, pasó a llevar la denominación Top Race Series. De esta forma, TR Junior volvía a las pistas con sus antiguas unidades. Sin embargo, esta presentación duró hasta el año siguiente, cuando a mitad de temporada se declaró la cancelación del TR Junior y la presentación del Top Race NOA, divisional que tomaba el carácter de zonal, y que heredaba el parque automotor del Junior.

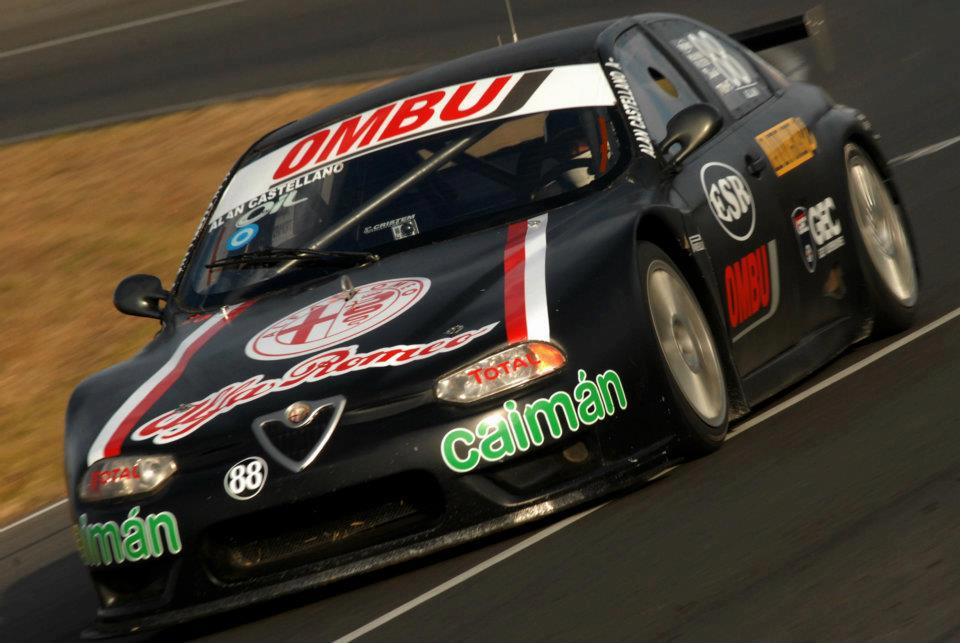
Alfa Romeo 156.
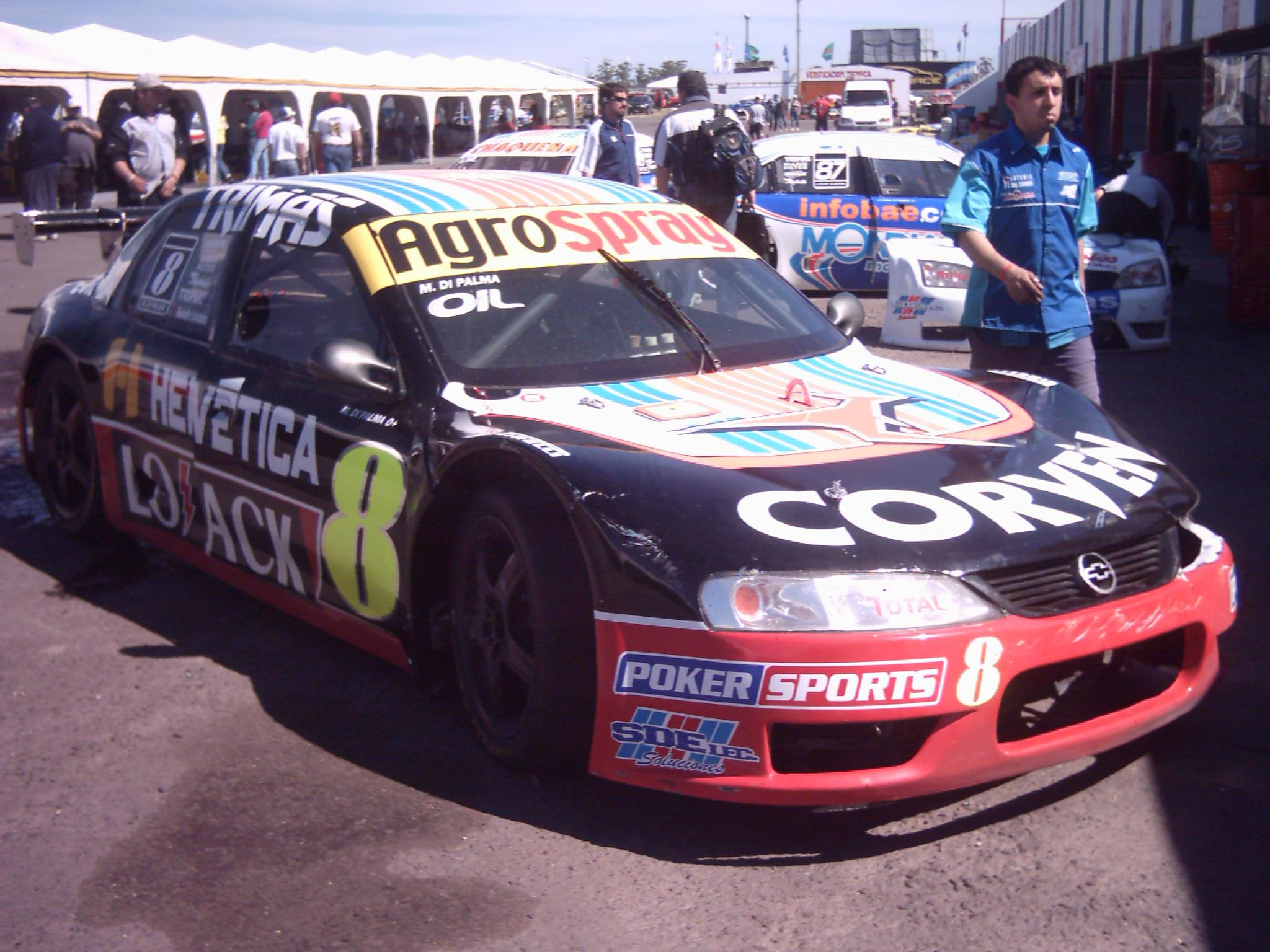
Chevrolet Vectra II.
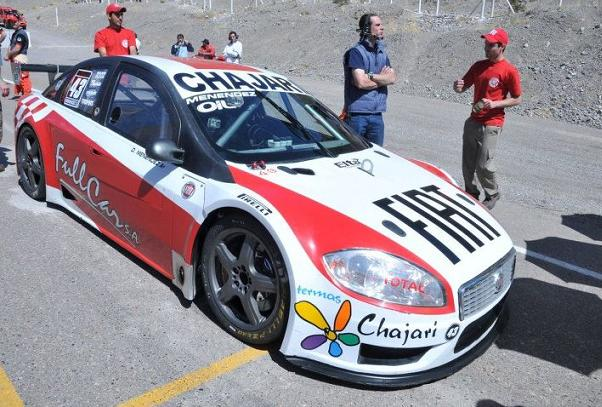
Fiat Linea.
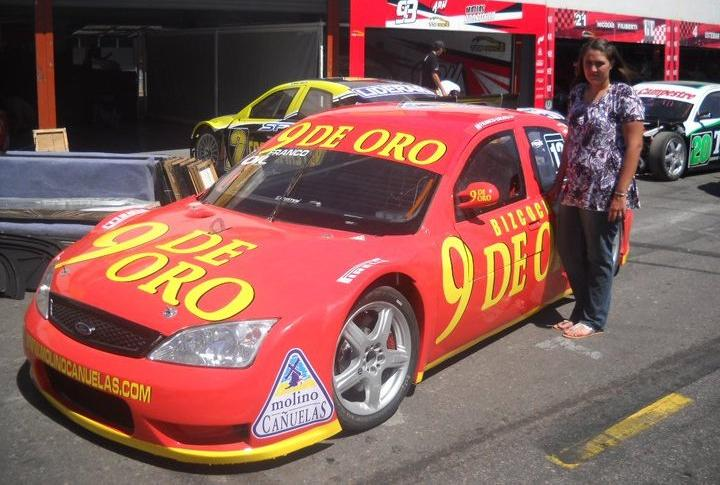
Ford Mondeo II.

### 2016 - presente
Luego de la creación y consolidación del Top Race NOA, bajo la tutela del equipo SDE Competición, a partir del año 2015 comenzaron a desarrollarse nuevos carrozados que suplantaron a los primitivos carrozados "Junior". Los mismos fueron basados todos de una única matriz, siendo elegida la silueta del modelo Fiat Linea. Asimismo, esta categoría adoptó un sistema similar al estrenado por Top Race Series en 2014, por el cual se dejaba libertad en cuanto a la identificación de los prototipos con las marcas de preferencia de cada piloto, siendo estas ploteadas en los frentes de cada unidad y tomando los rasgos frontales de determinados modelos de producción, como diseño distintivo para el ploteado e identificación de las máquinas. De esta manera, los llamados "Prototipos NOA" podían identificarse con rasgos característicos de los modelos Audi S6, Chevrolet Cruze I, Citroën C4 Lounge, Ford Mondeo III, Fiat Linea, Mercedes-Benz CLA, entre otros. La consolidación de la divisional NOA, sumado al pedido de pilotos de otras regiones del país para competir en la misma, llevó a las autoridades del SDE Competición a adherirse nuevamente al calendario oficial de Top Race a partir del año 2016, tomando al mismo tiempo la decisión de volver a denominar a esta división como Top Race Junior y a sus coches como Prototipos Junior.

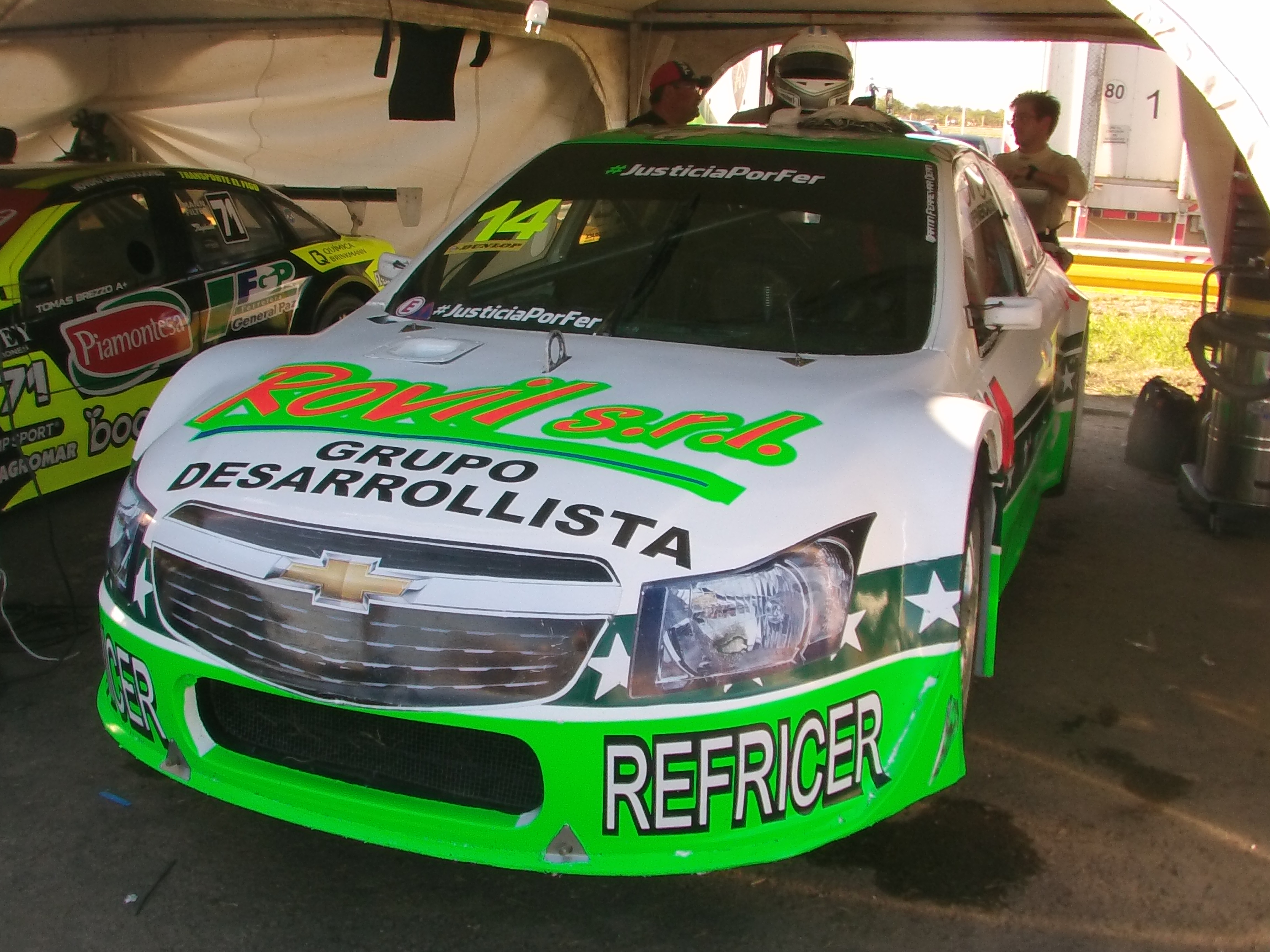
Chevrolet Cruze Junior.
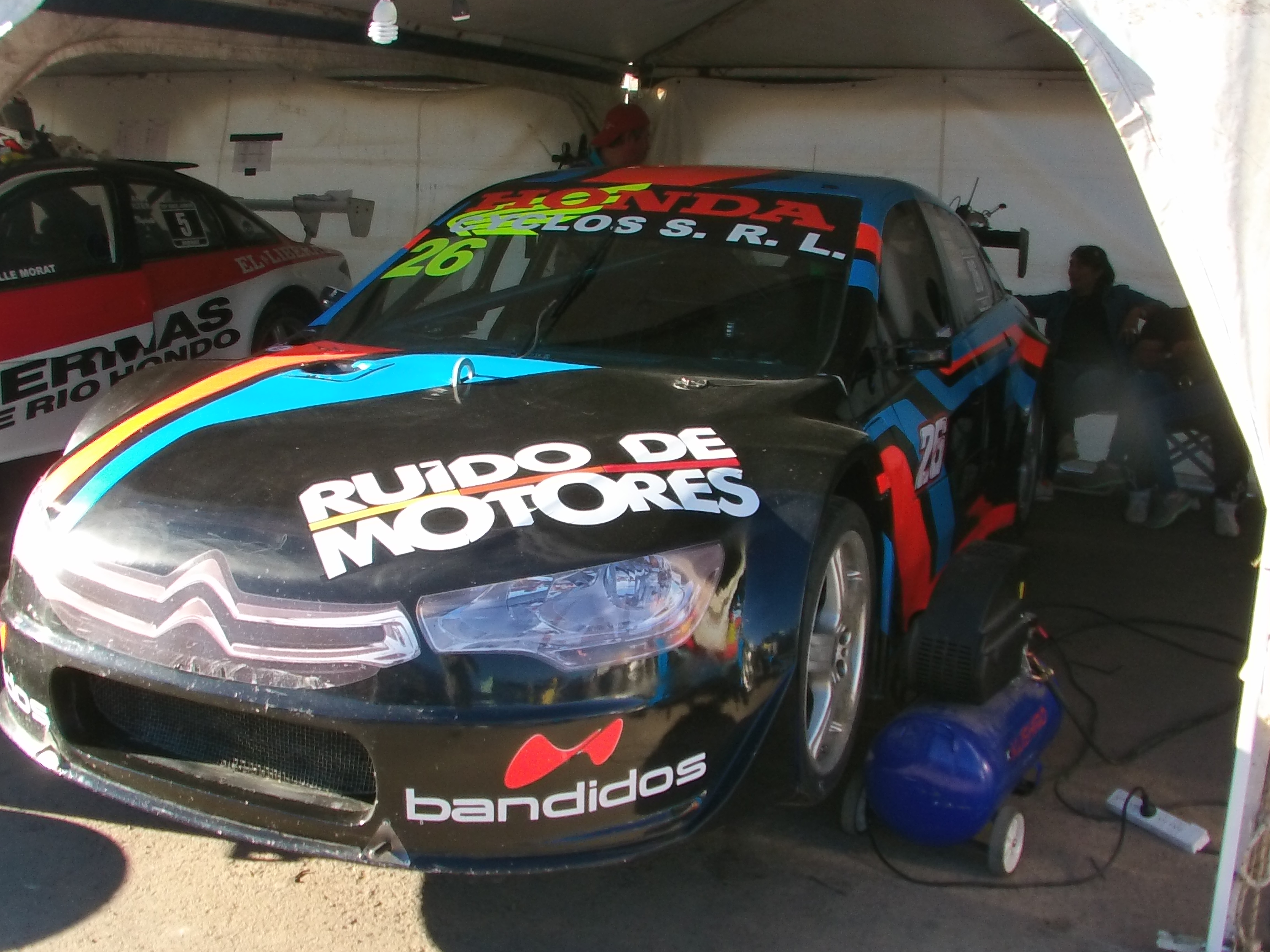
Citroën C4 Junior.
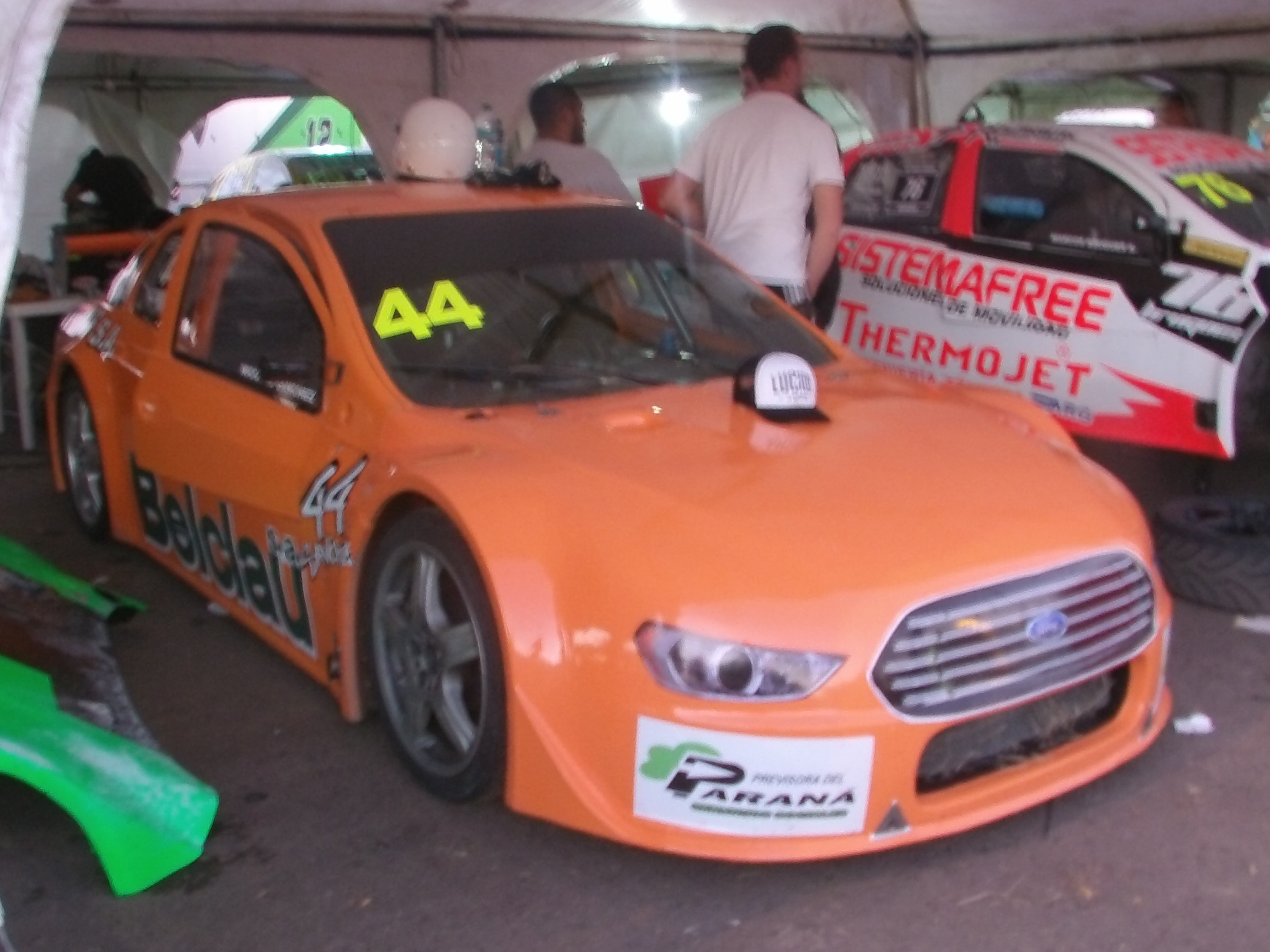
Ford Mondeo Junior.
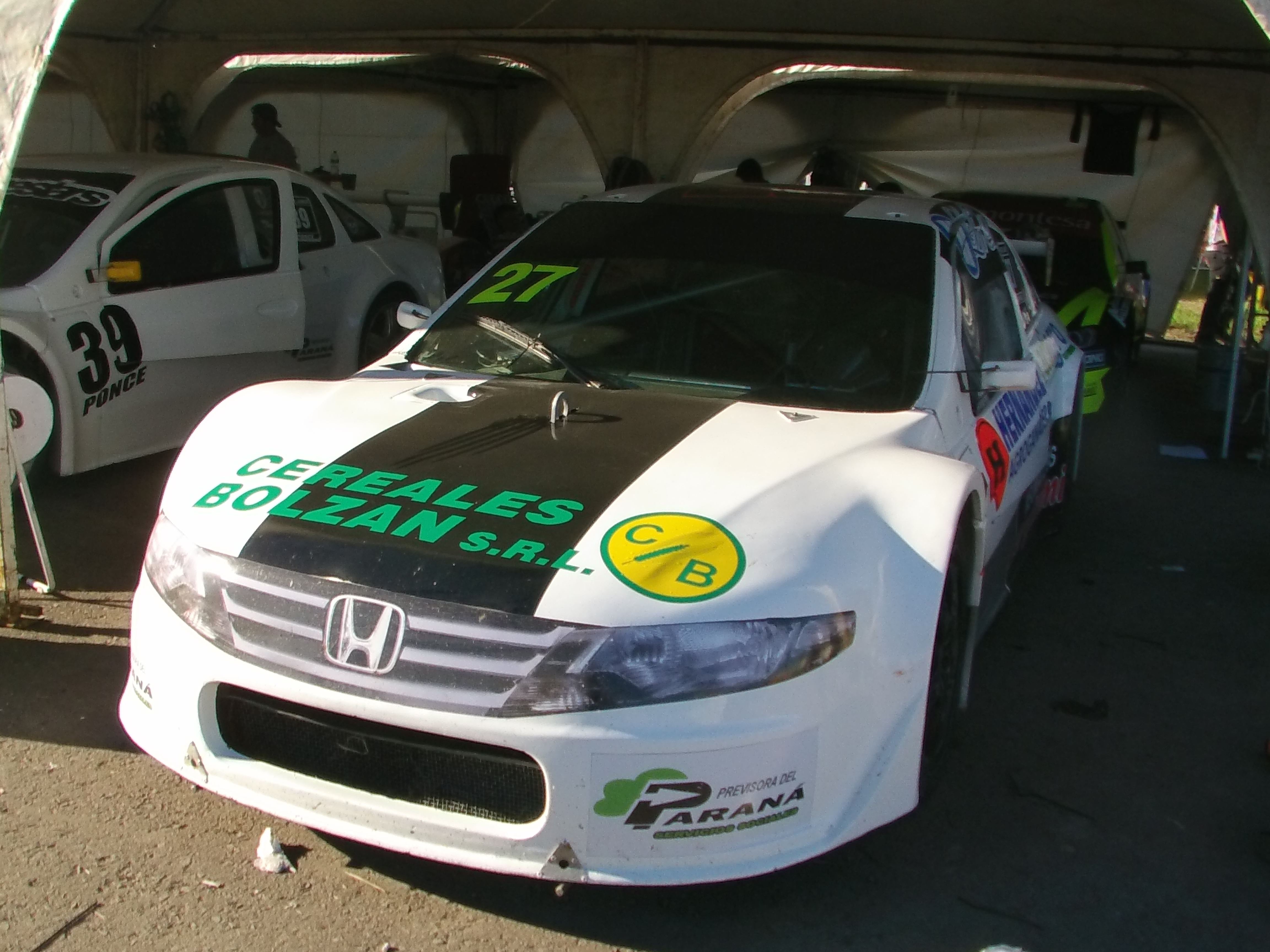
Honda Civic Junior.